# Grèzes (Haute-Loire)
Pour les articles homonymes, voir Grèzes.
Grèzes est une commune française du département de la Haute-Loire, en région Auvergne-Rhône-Alpes.

## Géographie

### Localisation
La commune de Grèzes se trouve dans le département de la Haute-Loire, en région Auvergne-Rhône-Alpes. Elle est limitrophe de la Lozère.
Cette commune est un lieu de passage pour les pèlerins des chemins de Compostelle venant du Puy-en-Velay, se dirigeant vers Chanaleilles.
Elle se situe à 50 km par la route du Puy-en-Velay, préfecture du département, à 56 km de Brioude, sous-préfecture, et à 27 km de Langeac, bureau centralisateur du canton de Gorges de l'Allier-Gévaudan dont dépend la commune depuis 2015 pour les élections départementales.
Les communes les plus proches sont : Esplantas (4,8 km), Chanaleilles (6,5 km), Saugues (6,5 km), Venteuges (7,3 km), La Besseyre-Saint-Mary (7,8 km), Vazeilles-près-Saugues (8,3 km), Thoras (8,5 km), Paulhac-en-Margeride (8,9 km).
|                            | Saugues      |                     |
| Le Malzieu-Forain (Lozère) | Grèzes       | Esplantas-Vazeilles |
|                            | Chanaleilles |                     |

### Géologie et relief
La commune de Grèzes est située dans les monts de la Margeride, à environ 1 100 m d'altitude.
Le point culminant de la commune est le sommet du truc de la Garde, qui atteint 1 486 m d'altitude. Le sol de la Margeride est principalement constitué de roche granitique et de tourbières. Les paysages, eux, alternent entre terres agricoles et vastes forêts, notamment résineuses.

### Hydrographie
La Seuge, affluent de l'Allier ; et le Ruisseau de Galastre affluent de la Truyère, sous-affluent de la Garonne sont les principaux cours d'eau qui traversent la commune de Grèzes.

### Climat
Pour des articles plus généraux, voir Climat d'Auvergne-Rhône-Alpes et Climat de la Haute-Loire.
En 2010, le climat de la commune est de type climat océanique altéré, selon une étude du Centre national de la recherche scientifique s'appuyant sur une série de données couvrant la période 1971-2000. En 2020, Météo-France publie une typologie des climats de la France métropolitaine dans laquelle la commune est exposée à un climat de montagne ou de marges de montagne et est dans la région climatique Sud-est du Massif Central, caractérisée par une pluviométrie annuelle de 1 000 à 1 500 mm, minimale en été, maximale en automne.
Pour la période 1971-2000, la température annuelle moyenne est de 7,5 °C, avec une amplitude thermique annuelle de 15,6 °C. Le cumul annuel moyen de précipitations est de 878 mm, avec 10 jours de précipitations en janvier et 6,5 jours en juillet. Pour la période 1991-2020, la température moyenne annuelle observée sur la station météorologique de Météo-France la plus proche, « Saugues-Sa », sur la commune de Saugues à 7 km à vol d'oiseau, est de 8,1 °C et le cumul annuel moyen de précipitations est de 785,1 mm,. Pour l'avenir, les paramètres climatiques de la commune estimés pour 2050 selon différents scénarios d'émission de gaz à effet de serre sont consultables sur un site dédié publié par Météo-France en novembre 2022.

## Urbanisme

### Typologie
Au 1er janvier 2024, Grèzes est catégorisée commune rurale à habitat très dispersé, selon la nouvelle grille communale de densité à sept niveaux définie par l'Insee en 2022.
Elle est située hors unité urbaine et hors attraction des villes,.

### Occupation des sols
L'occupation des sols de la commune, telle qu'elle ressort de la base de données européenne d’occupation biophysique des sols Corine Land Cover (CLC), est marquée par l'importance des forêts et milieux semi-naturels (64 % en 2018), en diminution par rapport à 1990 (65,4 %). La répartition détaillée en 2018 est la suivante : 
forêts (62,4 %), prairies (34,3 %), zones agricoles hétérogènes (1,7 %), milieux à végétation arbustive et/ou herbacée (1,5 %). L'évolution de l’occupation des sols de la commune et de ses infrastructures peut être observée sur les différentes représentations cartographiques du territoire : la carte de Cassini (XVIIIe siècle), la carte d'état-major (1820-1866) et les cartes ou photos aériennes de l'IGN pour la période actuelle (1950 à aujourd'hui).

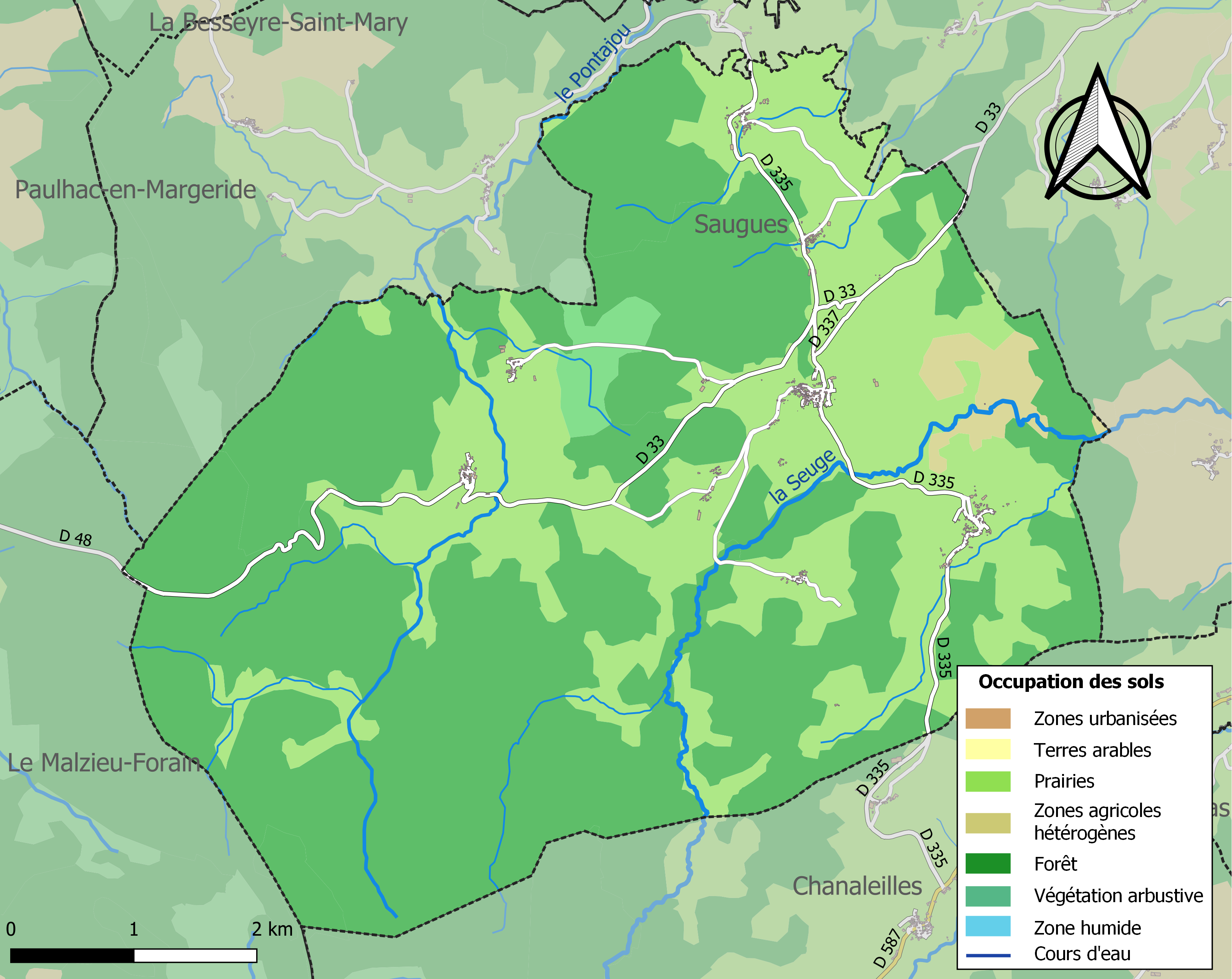
Carte des infrastructures et de l'occupation des sols de la commune en 2018 (CLC).

### Hameaux et lieux-dits
S'étendant sur presque 36 km2, elle est constituée de plusieurs petits hameaux tels que :
- Bugeac
- la Bastide
- la Borie
- la Clauze
- la Fageolle
- la Grifoulière
- le Mazel
- le Ménial
- le Mont

### Habitat et logement
En 2018, le nombre total de logements dans la commune était de 206, alors qu'il était de 186 en 2013 et de 175 en 2008.
Parmi ces logements, 45,4 % étaient des résidences principales, 48,2 % des résidences secondaires et 6,5 % des logements vacants. Ces logements étaient pour 100 % d'entre eux des maisons individuelles et pour 0 % des appartements.
Le tableau ci-dessous présente la typologie des logements à Grèzes en 2018 en comparaison avec celle de la Haute-Loire et de la France entière. Une caractéristique marquante du parc de logements est ainsi une proportion de résidences secondaires et logements occasionnels (48,2 %) supérieure à celle du département (16,1 %) et à celle de la France entière (9,7 %). Concernant le statut d'occupation de ces logements, 93,4 % des habitants de la commune sont propriétaires de leur logement (93,7 % en 2013), contre 70 % pour la Haute-Loire et 57,5 pour la France entière.
| Typologie                                               | Grèzes | Haute-Loire | France entière |
| ------------------------------------------------------- | ------ | ----------- | -------------- |
| Résidences principales (en %)                           | 45,4   | 71,5        | 82,1           |
| Résidences secondaires et logements occasionnels (en %) | 48,2   | 16,1        | 9,7            |
| Logements vacants (en %)                                | 6,5    | 12,4        | 8,2            |

## Toponymie
Prior de Gresas (1234), Ecclesia Sancti Petri de Grazac (1300), Gresas (1301), S. Petrus de Gredona (1366), Villa de Grezas prope la Clausa (1327), Grezes de la Clause (1724), Grezes-la-Clause (XVIIIe siècle).
Grèzes signifie « endroits pierreux ». En effet, ancien prieuré de l’abbaye de Pébrac, son activité principale tenait principalement à la taille des pierres en granit qui a marqué les maisons du village (XVIe – XVIIe siècles).

## Histoire
Au XIIIe siècle, la paroisse de Grèzes relève des barons de Mercœur. Sise dans le Gévaudan, elle tient la frontière septentrionale du Languedoc. Le sol granitique, fournit d'inépuisables carrières d'un granit gris bleuté d'une extrême dureté. Les blocs les plus estimés sont ceux qui se tirent des mamelons rocheux étagés au pied de la Margeride. Le prieuré Saint-Pierre de Grèzes, qui s’élève au centre du village, relève depuis 1299, de l’abbaye de Pébrac. Quant au château fort de la Clause, situé à deux lieues de Saugues, il se présente comme un verrou stratégique au sud de la paroisse. Comme la baronnie de Mercœur est en grande partie sise en Auvergne, Nicolas de Vaudemont fait des démarches auprès du Roi Henri II, pour détacher Grèzes du bailliage de Gévaudan, pour le faire rattacher au Parlement de Paris. Le Roi accepte. La châtellenie de Grèzes est ainsi rattachée d’un point de vue judiciaire au ressort du Parlement de Paris en 1554. À la fin du XVIe siècle, Grèzes, contrairement à Saugues qui est fortifiée, subit les ravages de plusieurs troupes de huguenots. Jean Grenier, habitant de Grèzes, et père de dix-sept enfants, s’en plaint aux États du Gévaudan. En 1590, le village passe à la Ligue.
Entre 1764 et 1777, Grèzes appartient aux paroisses les plus éprouvées par les ravages de la bête du Gévaudan. Le 12 janvier 1765, Jean Châteauneuf du Mazel, âgé de 14 ans, est dévoré par la bête féroce, et enterré le lendemain au cimetière de cette paroisse. Le 7 avril 1765, Gabrielle Pélissier, âgée de 17 ans est également dévorée par la bête. Une complainte fut faite sur cette jeune fille : « À l'abri d'une terre close, Sur le penchant d'un coteau, Une petite fille de la Clause Gardait ses vaches et ses veaux... ».
En 1789, Plusieurs notables protestent contre le rattachement artificiel du pays de Saugues à la Haute-Loire. Alors que le clergé du Gévaudan résiste courageusement à la constitution civile du clergé qui prive les paroissiens de la liberté de culte, l’abbé Régis, vicaire à Grèzes, prête serment. Il se rétracte toutefois et s’avoue coupable envers Dieu et l’Église d’avoir scandalisé ses paroissiens. Loyaux à la monarchie, une partie des habitants de Grèzes refuse d’être enrôlée dans les guerres qui ravagent l’Europe. La raison n’est pas uniquement politique : le pays est d’une grande pauvreté et la mobilisation de jeunes soldats pèse très durement sur les femmes restées seules au village. En 1794, les bois qui bordent les routes sont abattus afin que la circulation puisse y être sécurisée et l’enrôlement facilité. Afin d’intimider les contre-révolutionnaires du pays de Grèzes, les commissaires républicains qui espionnent le conseil municipal font envoyer 200 soldats dans le pays. 25 sont stationnés à Grèzes, où ils pèsent de façon considérable sur le village. Les troubles finissent néanmoins à partir du moment où la liberté de culte est rétablie. Le 12 janvier 1798, les villages du Mont et de Bugeac qui appartenaient à la commune de Saugues, sont réunis à celle de Grèzes.

## Politique et administration

### Découpage territorial
La commune de Grèzes est membre de la communauté de communes des Rives du Haut Allier, un établissement public de coopération intercommunale (EPCI) à fiscalité propre créé le 27 décembre 2016 dont le siège est à Langeac. Ce dernier est par ailleurs membre d'autres groupements intercommunaux.
Sur le plan administratif, elle est rattachée à l'arrondissement de Brioude, au département de la Haute-Loire, en tant que circonscription administrative de l'État, et à la région Auvergne-Rhône-Alpes.
Sur le plan électoral, elle dépend du canton de Gorges de l'Allier-Gévaudan pour l'élection des conseillers départementaux, depuis le redécoupage cantonal de 2014 entré en vigueur en 2015, et de la deuxième circonscription de la Haute-Loire   pour les élections législatives, depuis le redécoupage électoral de 1986.

## Population et société

### Démographie

#### Évolution démographique
L'évolution du nombre d'habitants est connue à travers les recensements de la population effectués dans la commune depuis 1793. Pour les communes de moins de 10 000 habitants, une enquête de recensement portant sur toute la population est réalisée tous les cinq ans, les populations de référence des années intermédiaires étant quant à elles estimées par interpolation ou extrapolation. Pour la commune, le premier recensement exhaustif entrant dans le cadre du nouveau dispositif a été réalisé en 2006.

En 2022, la commune comptait 184 habitants, en évolution de −6,6 % par rapport à 2016 (Haute-Loire : +0,36 %, France hors Mayotte : +2,11 %).
| 1793 | 1800 | 1806 | 1821 | 1831 | 1836 | 1841 | 1846 | 1851 |
| ---- | ---- | ---- | ---- | ---- | ---- | ---- | ---- | ---- |
| 750  | 354  | 695  | 779  | 692  | 755  | 745  | 781  | 827  |

| 1856 | 1861 | 1866 | 1872 | 1876 | 1881 | 1886 | 1891 | 1896 |
| ---- | ---- | ---- | ---- | ---- | ---- | ---- | ---- | ---- |
| 780  | 799  | 813  | 749  | 746  | 839  | 874  | 782  | 801  |

| 1901 | 1906 | 1911 | 1921 | 1926 | 1931 | 1936 | 1946 | 1954 |
| ---- | ---- | ---- | ---- | ---- | ---- | ---- | ---- | ---- |
| 808  | 820  | 809  | 708  | 666  | 693  | 631  | 581  | 532  |

| 1962 | 1968 | 1975 | 1982 | 1990 | 1999 | 2006 | 2011 | 2016 |
| ---- | ---- | ---- | ---- | ---- | ---- | ---- | ---- | ---- |
| 511  | 451  | 391  | 365  | 316  | 257  | 225  | 210  | 197  |

| 2021 | 2022 | - | - | - | - | - | - | - |
| ---- | ---- | - | - | - | - | - | - | - |
| 188  | 184  | - | - | - | - | - | - | - |

#### Pyramide des âges
La population de la commune est relativement âgée.
En 2018, le taux de personnes d'un âge inférieur à 30 ans s'élève à 21,4 %, soit en dessous de la moyenne départementale (31 %). À l'inverse, le taux de personnes d'âge supérieur à 60 ans est de 36,5 % la même année, alors qu'il est de 31,1 % au niveau départemental.
En 2018, la commune comptait 114 hommes pour 84 femmes, soit un taux de 57,58 % d'hommes, largement supérieur au taux départemental (49,13 %).
Les pyramides des âges de la commune et du département s'établissent comme suit.
| Hommes | Classe d’âge | Femmes |
| ------ | ------------ | ------ |
| 0,0    | 90 ou +      | 1,2    |
| 15,0   | 75-89 ans    | 16,0   |
| 18,7   | 60-74 ans    | 23,2   |
| 29,9   | 45-59 ans    | 22,9   |
| 13,1   | 30-44 ans    | 17,7   |
| 13,0   | 15-29 ans    | 6,0    |
| 10,3   | 0-14 ans     | 12,9   |

| Hommes | Classe d’âge | Femmes |
| ------ | ------------ | ------ |
| 0,9    | 90 ou +      | 2,5    |
| 8,4    | 75-89 ans    | 11,7   |
| 20,4   | 60-74 ans    | 20,5   |
| 21,3   | 45-59 ans    | 20,3   |
| 16,8   | 30-44 ans    | 16,3   |
| 15,2   | 15-29 ans    | 13,2   |
| 17     | 0-14 ans     | 15,6   |

### Enseignement
La commune de Grèzes possèdait une école sur le lieu-dit de La Bastide. Elle a compté de nombreux élèves, et est fermée depuis les années 1990 par manque d'effectif. Les élèves sont dorénavant dirigés vers les écoles publique et privée de Saugues.

### Associations
La commune de Grèzes abrite plusieurs associations :

#### Comité des Fêtes de Grèzes
Le Comité des Fêtes de Grèzes est une association à but non lucratif, créé depuis l'année 1983 par les habitants de Grèzes notamment. Les membres de cette association proposent annuellement : 
- en mars : un concours de belote ;
- en mai : une fête de printemps avec bals et repas ;
- fin juillet/début août : un vide-greniers, des tripes, un concours de pétanque, bals musette et disco, et cochon à la broche ;
- début septembre : une fête patronale avec animations variées (hypnotiseur, spectacle équestre, saut à l'élastique, spectacles de majorettes, jeux intervillages, etc.).

#### ACCA de Grèzes
D'autre part, l'association de chasse (ACCA) de Grèzes est également fortement active sur le territoire, et permet de réguler les populations de cerfs, chevreuils, sangliers et gibier en tout genre.

## Économie

### Revenus
En 2018, la commune compte 96 ménages fiscaux, regroupant 197 personnes. La médiane du revenu disponible par unité de consommation est de 17 120 € (20 800 € dans le département).

### Emploi
| Division       | 2008  | 2013  | 2018  |
| -------------- | ----- | ----- | ----- |
| Commune        | 4,7 % | 7,7 % | 2,6 % |
| Département    | 6,3 % | 7,7 % | 7,7 % |
| France entière | 8,3 % | 10 %  | 10 %  |

En 2018, la population âgée de 15 à 64 ans s'élève à 117 personnes, parmi lesquelles on compte 79,5 % d'actifs (76,9 % ayant un emploi et 2,6 % de chômeurs) et 20,5 % d'inactifs,. Depuis 2008, le taux de chômage communal (au sens du recensement) des 15-64 ans est inférieur à celui de la France et du département.
La commune est hors attraction des villes,. Elle compte 49 emplois en 2018, contre 50 en 2013 et 49 en 2008. Le nombre d'actifs ayant un emploi résidant dans la commune est de 92, soit un indicateur de concentration d'emploi de 53,3 % et un taux d'activité parmi les 15 ans ou plus de 54,4 %.
Sur ces 92 actifs de 15 ans ou plus ayant un emploi, 44 travaillent dans la commune, soit 48 % des habitants. Pour se rendre au travail, 65,2 % des habitants utilisent un véhicule personnel ou de fonction à quatre roues, 1,1 % les transports en commun, 21,7 % s'y rendent en deux-roues, à vélo ou à pied et 12 % n'ont pas besoin de transport (travail au domicile).

## Culture locale et patrimoine

### Lieux et monuments
- Le château de la Bilherie ; grande gentilhommière campagnarde comporte une partie de façade en granit appareillé du XVIIe siècle, et une autre du XVIIIe siècle en moellons et pierre de taille[27].

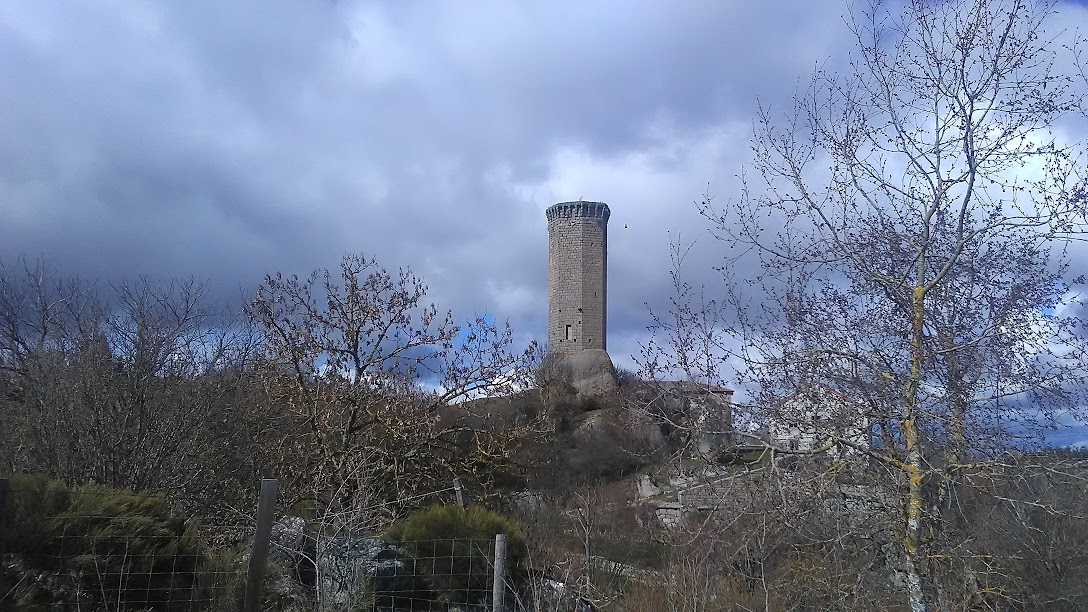
La tour de la Clauze.

- La tour de la Clauze située à quelques kilomètres de Grèzes. C'est un donjon octogonal ayant appartenu à un château du XIIIe siècle, démantelé au XIXe siècle. Le sommet de la tour est couronné de mâchicoulis. Le donjon était indépendant du château et l'accès se faisait par un pont mobile. La forme octogonale permettait de dissimuler les angles morts que l'on avait sur des ouvrages rectangulaires ou carrés[28].
- Le calvaire de Roche Montru[29].
- Le truc de la Garde ; point culminant de la commune à 1 486 m d'altitude, laissant place à un large panorama sur la Haute-Loire et la Lozère.
- L'église Saint-Pierre de Grèzes, datant des XIIe – XVIe siècle, est classée aux monuments historiques[30].
- Maison d’Assemblée à La Clauze ; avec ses fenêtres à meneaux et linteaux de portes sculptés, elle est classée aux monuments historiques[31].

### Personnalités liées à la commune
- Marie-Jean-Pierre Nauton (1895-1981), né à Bugeac, soldat de 1918 à 1919, notamment sur le front d'Orient. Puis agriculteur, poète, chanteur, musicien. Il crée durant ces années un syndicat de battage agricole et milite activement à la Caisse de Mutualité Agricole[32].